# (100225) 1994 PS13
(100225) 1994 PS13 es un asteroide perteneciente al cinturón de asteroides, descubierto el 10 de agosto de 1994 por Eric Walter Elst desde el Observatorio de La Silla, Chile.

## Designación y nombre
Designado provisionalmente como 1994 PS13.

## Características orbitales
1994 PS13 está situado a una distancia media del Sol de 3,054 ua, pudiendo alejarse hasta 3,295 ua y acercarse hasta 2,812 ua. Su excentricidad es 0,079 y la inclinación orbital 7,900 grados. Emplea 1949 días en completar una órbita alrededor del Sol.

## Características físicas
La magnitud absoluta de 1994 PS13 es 14,6. Tiene 4,316 km de diámetro y su albedo se estima en 0,198.